# Barrow (flod)
Barrow är en flod i Republiken Irland. Floden är en av de tre systrarna där de andra är Suir och Nore. Barrow är den näst längsta floden på Irland, efter Shannon. Floden möter Suir i Waterford och de två floderna rinner ihop ut i havet vid fjorden i stadens hamn.